# Nanmoku
Nanmoku (南牧村?) è un villaggio giapponese della prefettura di Gunma.